# Hyster-Yale
Hyster-Yale Materials Handling, Inc. ist ein amerikanischer Hersteller von Flurförderzeugen. Er entstand 2012 als Ausgründung aus den NACCO Industries (bzw. NACCO Materials Handling Group). Innerhalb der USA ist Hyster-Yale der größte Hersteller von Gabelstaplern und ist außerdem in den separaten Segmenten Anbaugeräte und Brennstoffzellen tätig.

## Geschichte

### Hyster

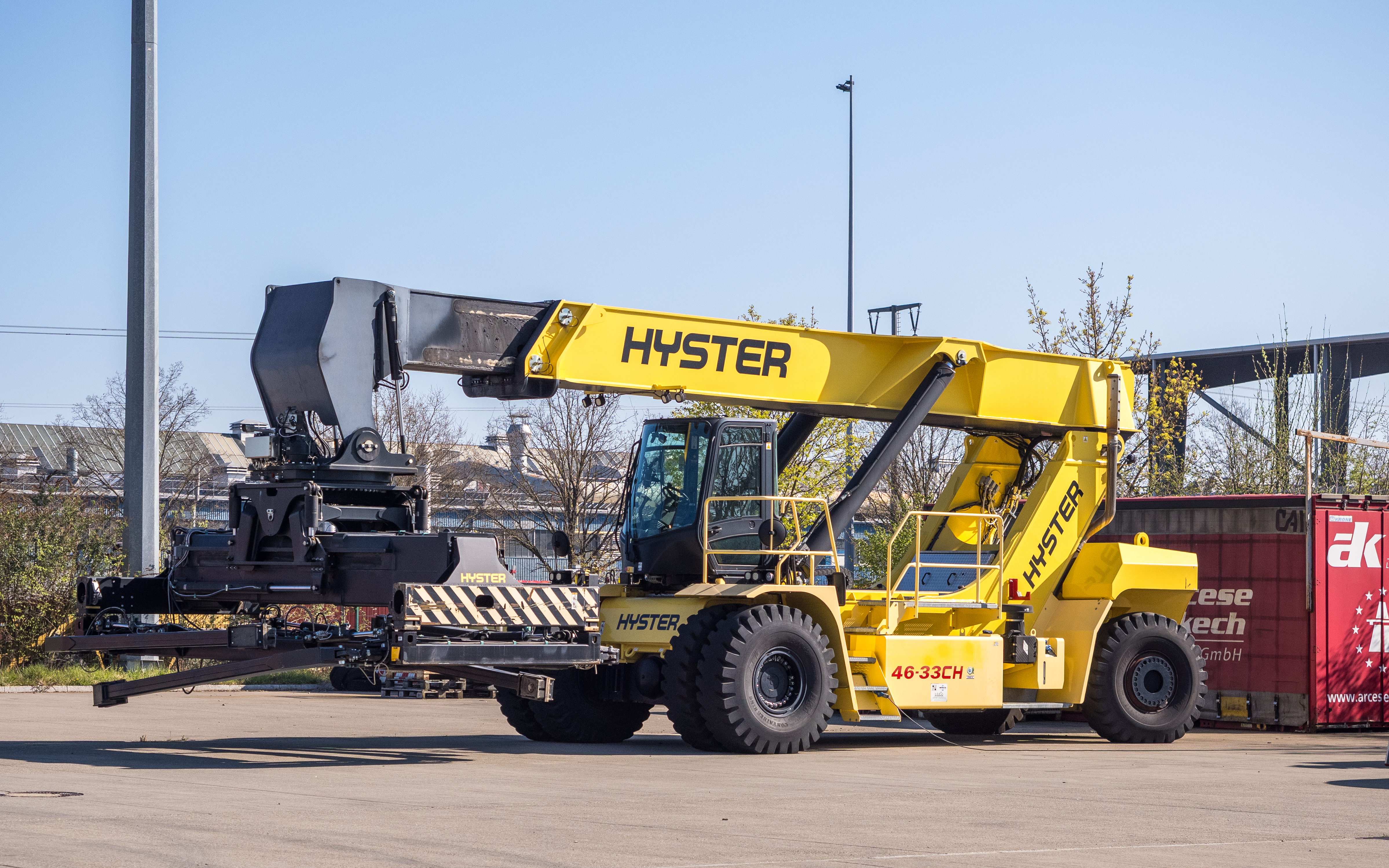
Reach-Stacker von Hyster

Die 1929 in Portland, Oregon gegründete Willamette-Ersted Company stellte zunächst Holzgreifer und Seilwinden her für die Holzindustrie. Einer Gründungslegende des Unternehmens soll die Bezeichnung Hyster und die damit verbundene Umbenennung in Willamette-Hyster auf einen Ausruf der Holzarbeiter („hoist er“) beim Anheben der Lasten zurückgehen. 1934 stellte das Unternehmen seinen ersten Portalhubwagen vor und nahm im Folgejahr mit dem Modell BT die serienmäßige Gabelstaplerproduktion auf. 1944 änderte das Unternehmen seinen Namen in Hyster Company und baut seine Reputation im Bereich langlebiger und schwerer Hebefahrzeuge aus. Der Vertrieb wurde während des Zweiten Weltkriegs nach Übersee ausgedehnt und in der Folge ein weltweites Produktions- und Händlernetz aufgebaut.
1959 wurde unter Beteiligung von Henry Dreyfuss das Monotrol-Pedal erfunden. Es erlaubt die Fahrtrichtungsstellung und Geschwindigkeitsregelung mit nur einem Pedal. 1989 wurde Hyster von NACCO übernommen.

### Yale

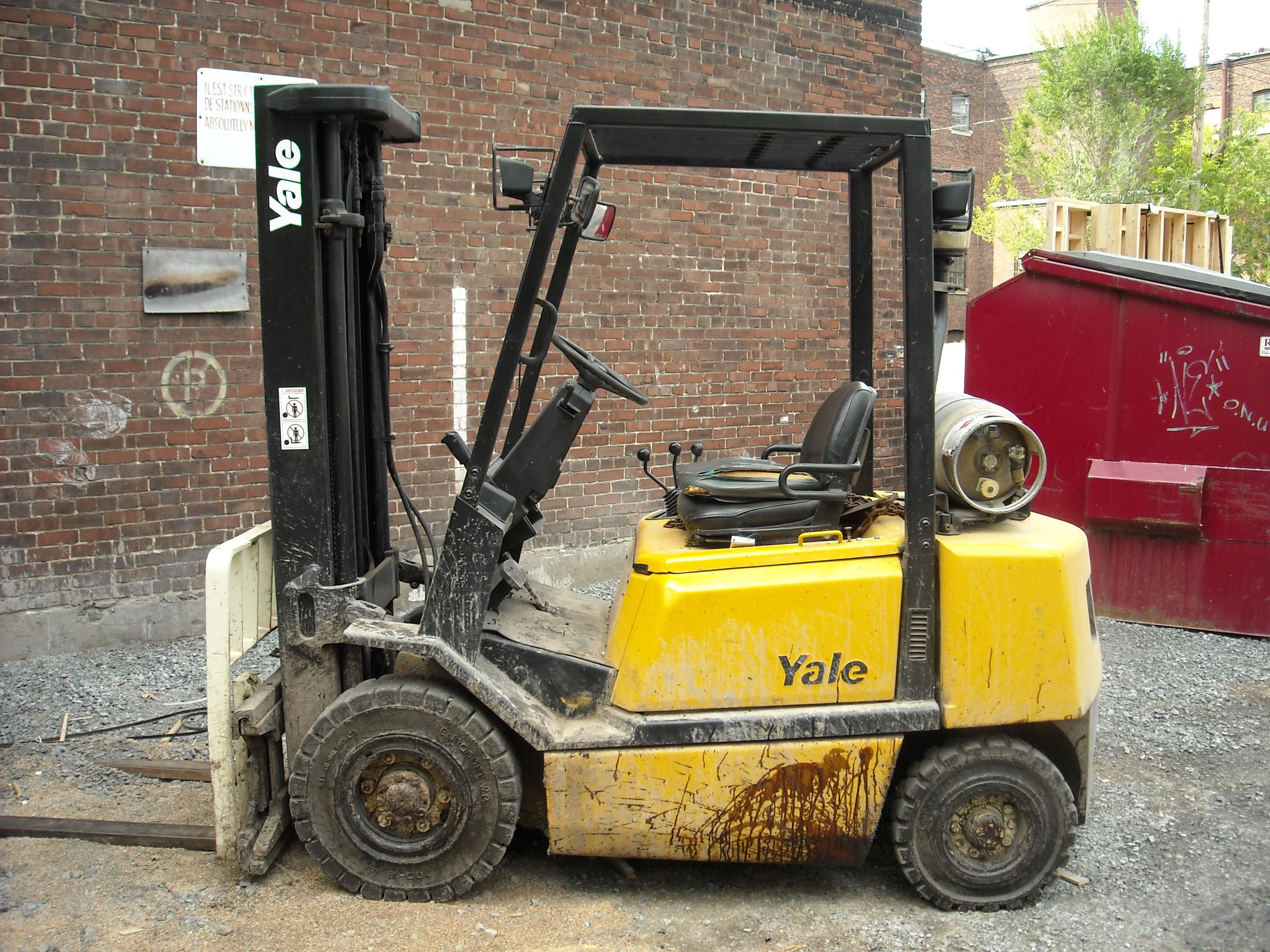
Gabelstapler von Yale

Die Firma Yale wurde 1844 in Newport im Herkimer County von Linus Yale senior als Hersteller von Schlössern gegründet. Im Jahr 1868 ging er eine Geschäftspartnerschaft mit Henry Towne ein. Das in Yale and Towne Manufacturing umbenannte Unternehmen verlegte seinen Sitz nach Stamford, nachdem Linus Yale noch im selben Jahr gestorben war. 1875 wurde die Herstellung von Flurförderzeugen aufgenommen. Durch die Erweiterung des Geschäftsfeldes wurde Yale and Towne zum größten Arbeitgeber im Umfeld von Stamford.
Im Jahr 1920 übernahm Yale and Towne die auf Staten Island ansässige Firma C.W. Hunt Co., die im Vorjahr den ersten batteriebetriebenen Plattenhubwagen mit geringem Hub entwickelt hatte. Gleichzeitig brachte Yale and Towne unter der Marke Yale eine Anzahl batteriebetriebener Hubwagen mit größerem Hub, Batterieschlepper und einen ersten Gabelstapler mit neigbarer Gabel auf den Markt. 1934 weitete das Unternehmen seine Geschäfte nach Übersee aus, indem es eine Fabrik in Wednesfield im englischen Industriegebiet Black Country eröffnete. Gleichzeitig begann der Vertrieb in Japan über eine Partnerschaft mit der Firma Kiichi Harada.
1950 erweiterte Yale and Towne seine Produktpalette um Fahrzeuge mit Diesel-, Gas und Flüssiggasantrieb. Außerdem wurden erstmals Fluidkupplungen und Hypoidantriebe bei Gabelstaplern eingesetzt. 1974 eröffnete Yale and Towne in Greenville eine Fabrik für Elektrofahrzeuge. Zehn Jahre später wurde das Unternehmen zur Yale Materials Handling Corporation umgebildet und 1985 durch North American Coal übernommen, die ein Jahr später in der NACCO-Holding aufging. Die Schlossherstellersparte von Yale gehört seit August 2000 zu der schwedischen Assa Abloy.

### Hyster-Yale
Nachdem NACCO neben der Marke Yale mit der bis dahin im Besitz der Gründerfamilie befindlichen Marke Hyster über zwei Produktlinien im gleichen Segment verfügte, wurde 1989 die NACCO Materials Handling Group (NMHG) für die Zusammenführung der beiden Unternehmen gegründet. 1996 wurden Produktionsstätten in Masate und Modena in Norditalien erworben. In der Folge brachte NMHG eine umfangreiche Palette von Gabelstaplern für Lageranwendungen in Europa, dem Nahen Osten und Afrika auf den Markt. Ab 2000 wurde schrittweise die Harmonisierung und Standardisierung der Schlüsselkomponenten wie Steuerungen und Deichseln in Angriff genommen. Im Rahmen eines umfassenden Investitionsprogramms wurde in Nijmegen in den Niederlanden ein Zentrum für die Entwicklung und Produktion großer Stapler etabliert. 2005 brachte das Unternehmen unter beiden Marken komplett neue Produktlinien von Staplern mit Verbrennungsmotor auf einer gemeinsamen modularen Designplattform heraus. Die modulare Designstrategie wurde 2009 mit einer neuen Generation elektrisch betriebener Gegengewichtsstapler fortgesetzt.
Im Jahr 2012 erfolgte die Ausgründung des Staplergeschäfts aus der NACCO Industries Inc als Hyster-Yale Materials Handling, Inc, als deren Betriebsgesellschaft die NMHG tätig blieb. Zwei Jahre später wurde mit der Nuvera Fuel Cells. LLC ein Unternehmen für Brennstoffzellen und Wasserstofferzeugung übernommen. Anfang 2016 wurde die NMHG in Hyster-Yale Group umfirmiert und übernahm im selben Frühjahr von Speedshield Technology das Vertriebs- und Servicegeschäft im Telematikbereich für die Vereinigten Staaten und Großbritannien. Außerdem wurde Bolzoni S.P.A. mit ihrer Staplerzubehörpalette unter den Marken Bolzoni Auramo und Meyer erworben. Im Sommer 2018 beteiligte sich Hyster-Yale mit einem Anteil von 75 Prozent an der Zhejiang Maximal Forklift Company Limited, die in Hyster-Yale Maximal umbenannt wurde.
Im Jahr 2021 erzielte Hyster-Yale mit seinen weltweit 8.100 Mitarbeitern bei einem Umsatz von 3,1 Milliarden US-Dollar einen operativen Verlust von 152 Millionen US-Dollar.